# Уєшть
Уєшть, Уєшті (рум. Uiești) — село у повіті Джурджу в Румунії. Входить до складу комуни Букшань.
Село розташоване на відстані 39 км на захід від Бухареста, 58 км на північний захід від Джурджу, 143 км на схід від Крайови, 144 км на південь від Брашова.

## Населення
За даними перепису населення 2002 року у селі проживали 428 осіб, усі — румуни. Усі жителі села рідною мовою назвали румунську.